# ألدن جونز
ألدن جونز (بالإنجليزية: Alden Jones)‏ هي كاتِبة أمريكية، ولدت في 5 يونيو 1972 في نيويورك في الولايات المتحدة.